# Гінгівіт
Гінгівіт (лат. gingivitis) — запальне захворювання тканини ясен, яке перебігає в гострій або хронічній формі. Зазвичай захворювання спричинюють мікроорганізми порожнини рота. При недостатньому догляді за порожниною рота на зубах накопичується наліт, в якому розвиваються колонії мікроорганізмів, утворюється мікробна плівка. Цей наліт може мінералізуватися, формуючи зубний камінь, який є однією з причин розвитку гінгівіту. Однак при збереженні захисних сил організму запалення ясен тривалий час може не відбуватися.
До зменшення можливостей захисних механізмів організму призводять такі фактори, як тютюнопаління, механічні травми ясен, надто гаряча або холодна їжа і вода, хімічні агресивні агенти, часті та тривалі стреси. У підсумку в тканині ясен виникає запалення.

## Класифікація
Розрізняють гострий, хронічний і гострий виразковий гінгівіт.

### Гострий гінгівіт
Гострий гінгівіт зустрічається найчастіше, проявляється у патологічному збільшенні розмірів ясен, при цьому можливо поява флуктуації.

### Хронічний гінгівіт
Хронічний гінгівіт відрізняється частою кровоточивістю ясен під час чищення зубів, почервонінням ясен і супроводжується неприємним запахом з рота. У свою чергу хронічний гінгівіт поділяється на кілька типів:
- десквамативний гінгівіт;
- гіпертрофічний гінгівіт;
- маргінальний гінгівіт;
- атрофічний гінгівіт;
- виразковий гінгівіт.

### Гострий виразковий гінгівіт
Гострий виразковий гінгівіт характеризується попаданням у порожнину рота анаеробної інфекції, яка спричинює запалення, кровоточивість ясен і некроз міжзубних сосочків.

## Причини
Варто зазначити, що причини гінгівіту можуть бути різними, включаючи внутрішні та зовнішні фактори, які впливають на розвиток захворювання.
До внутрішніх причин відноситься ріст зубів, при якому зростаючий зуб може поранити ясна. Крім того, внутрішньою причиною розвитку захворювання може стати зниження імунітету, захворювання шлунково-кишкового тракту, а також нестача мінералів і вітамінів.
До зовнішніх факторів, які можуть вплинути на розвиток захворювання, належать фізичні травми, в тому числі опіки; негативний вплив хімічних речовин; різноманітні інфекції.
Дуже часто причиною гінгівіту є зубний наліт і тютюнокуріння. Найчастіше це захворювання спостерігається у вагітних жінок і підлітків, воно перебігає особливо тяжко в силу гормональних змін, які відбуваються в їхньому організмі. Виникнення захворювання у дітей передує відсутність необхідної гігієни. Ризик появи гінгівіту збільшується у дітей, які страждають від карієсу.
Виникнення гінгівіту сприяє патологія прикусу, неправильно встановлені протези, пломби або коронки. Крім цього, це захворювання виникає в результаті проблем із формуванням ротового дихання, яке відбувається при збільшенні аденоїдах або хронічному тонзиліті. Вживання певних лікарських засобів також може стати причиною гінгівіту. Оскільки залози слизової оболонки ротової порожнини частково виводять метаболіти деяких ліків, які спричинюють місцеве подразнення, то при частому вживанні препаратів виникає гінгівіт.
До факторів ризику, які провокують розвиток захворювання, відносяться:
- порушення гігієни порожнини рота;
- відсутність необхідної стоматологічної допомоги;
- ріст зубів, який травмує поверхню ясен;
- зубний камінь;
- патології прикусу;
- проблемні пломби;
- куріння тютюнових виробів;
- імунодефіцитні стани під час хвороб;
- депресії;
- цукровий діабет;
- дефіцит вітаміну С;
- отруєння організму важкими металами;
- порушення носового дихання (ротове дихання);
- застосування оральних контрацептивів;
- вагітність;
- хвороби шлунково-кишкового тракту.

## Ознаки
Ознаки гінгівіту безпосередньо залежать від форми захворювання:
- При катаральному гінгівіті практично відсутні патологічні прояви, кровоточивість ясен виникає в процесі чищення зубів і вживання твердої їжі.
- При виразково-некротичному гінгівіті спостерігається цілий ряд симптомів: свербіж і болісні відчуття в районі ясен, рясне слиновиділення, температура, запалення лімфовузлів і утворення некротизованих ділянок ясен.
- Гіпертрофічний гінгівіт характеризується сильними больовими відчуттями, кровоточивістю ясен і припухлістю ясен, під якими утворюється зубний камінь.
- Десквамативний (географічний) гінгівіт відрізняється від інших форм яскраво вираженими червоними плямами на поверхні ясен, появою пухирів і виразок.
- При останній стадії захворювання, атрофічному гінгівіті, тканина ясен виснажується настільки, що стає видно шийки зубів, а іноді і їхнє коріння.

## Клінічні ознаки
У гострій формі захворювання проявляються у вигляді кровотечі з ясен і гострим болем. Іноді в місці ураження спостерігається печіння. Хронічна форма гінгівіту виражена припухлістю ясен, їхні тканини стають м'якими і гладкими, при цьому зуби покриті зубним каменем або нальотом.
При гіпертрофічному гінгівіті уражені ясна значно припухлі, що збільшує край ясен, утворюються своєрідні пазухи між яснами і зубом, в яких, як правило, накопичуються мікроорганізми, можуть спостерігатися гнійні виділення, ясна мають синюшний відтінок.
До симптомів виразкового гінгівіту можна віднести крім больових відчуттів в яснах їхню кровоточивість, появу головного болю, підвищення температури тіла, зниження апетиту, можуть збільшитися лімфатичні вузли. При цьому виді захворювання на яснах з'являються характерні білуваті фібринозні нашарування. При ускладненні, захворювання може перейти в гострий виразковий гінгівіт, що супроводжується некрозом тканин ясен.

## Діагностика
Для діагностики гінгівіту особливо ніяких способів не потрібно. При катаральному гінгівіті виявляються почервонілі та набряклі ясна, які можуть кровоточити при маніпуляціях з ними. При виразковій формі гінгівіту спостерігаються виразкові дефекти, покриті сірим нашаруванням, а також гнійне запалення. У разі ж гіпертрофічної форми гінгівіту виявляється припухлість тканин ясен, поява локальних розростань. При спробі розхитування зубів може порушуватися цілісність зубоясневого з'єднання. На зубах можна виявити м'яке немінералізоване нашарування чи зубний камінь.
При необхідності проводиться рентгенографія області щелеп, при цьому не виявляється деструктивних кісткових змін, структура альвеолярних відростків збережена. Рівень кровоточивості ясен може визначатися за допомогою зондового тесту на кровоточивість.

## Лікування
Залежно від тяжкості захворювання проводиться відповідне лікування гінгівіту, яке може полягати у професійній чистці ротової порожнини або застосування хірургічних методів лікування. Лікувальні процедури починають з антибактеріальної обробки порожнини рота розчинами хлоргексидину і перекису водню. Потім видаляється зубний наліт, зубний камінь і усуваються травмуючі фактори. У разі необхідності, проводиться видалення зруйнованих зубів та пломбування каріозних порожнин.
При виразково-некротичному гінгівіті запалену поверхню обробляють метронідазолом, для очищення від некротичних тканин застосовують протеолітичні ферменти. Для внутрішнього вживання призначають 10-відсотковий розчин хлориду кальцію і аскорутин.
Під час лікування гіпертрофічного гінгівіту крім протизапальної терапії проводять висічення гіпертрофованих ділянок ясен.
При гострих формах захворювання призначають фізіотерапевтичне лікування гінгівіту: мікрохвильова терапія та електрофорез вітамінів В1, С, Р, хлориду кальцію тощо. У тяжких випадках допустимо застосування антибіотиків.
Часто в стоматології застосовують магнітотерапію. Зокрема, для лікування катарального гінгівіту, пародонтиту, післяопераційних травм, запальних процесів в області щелепно-лицьової частини обличчя, виразок порожнини рота, травматичних ушкоджень слизової в роті тощо.
Лікування гінгівіту, як правило, є ефективним, досить швидко настає одужання.